# Ducati 999
Die Ducati 999 ist ein Modell der Superbike-Reihe 999/749 des italienischen Motorradherstellers Ducati.
Die von Pierre Terblanche entworfene Modellreihe kam 2003 auf den Markt. Das futuristische Design war jedoch umstritten, zumal es die als Designikone geltende 916-Reihe ablöste. Auch in den Folgejahren konnten sich nicht alle Freunde der Marke für das Design der 999 begeistern.
Die 999 wurde vier Jahre nach ihrem Erscheinen durch die Ducati-1098-Reihe ersetzt, die nun wieder viele Design-Merkmale der 916-Reihe wie nebeneinander liegende Scheinwerfer, Doppelauspuff unter der Sitzbank und Einarmschwinge zeigte.

## Modellvarianten
Es stehen mehrere Varianten zur Auswahl. Alle werden von einem flüssigkeitsgekühlten 90° Testastretta L-Twin mit vier desmodronisch gesteuerten Ventilen pro Zylinder und elektronischer Benzineinspritzung angetrieben. Die Kraftübertragung erfolgt über eine hydraulisch betätigte Mehrscheiben-Trockenkupplung und ein 6-Gang-Getriebe auf eine O-Ring-Kette. Die Motoren unterscheiden sich hinsichtlich Hub, Bohrung, Verdichtung, Kanalbearbeitung, die Modelle weiterhin bei der Ausstattung und den Fahrwerks-Komponenten.
| Modell     | 749                  | 749S             | 749R             | 999            | 999             | 999S            | 999R            | 999R            |
| ---------- | -------------------- | ---------------- | ---------------- | -------------- | --------------- | --------------- | --------------- | --------------- |
| Baujahr    | 2003–2006            | 2003–2006        | 2003–2006        | 2003–2004      | 2005–2006       | 2003–2006       | 2003–2004       | 2005–2006       |
| Hubraum    | 748 cm3              | 748 cm3          | 749 cm3          | 998 cm3        | 998 cm3         | 998 cm3         | 999 cm3         | 999 cm3         |
| Leistung   | 79,5 kW (108 PS)     | 85,4 kW (116 PS) | 89,1 kW (121 PS) | 91 kW (124 PS) | 100 kW (136 PS) | 100 kW (136 PS) | 102 kW (139 PS) | 110 kW (150 PS) |
| Drehmoment | 80,4 Nm              | 82,4 Nm          | 82,4 Nm          | 108,9 Nm       | 111,8 Nm        | 111,8 Nm        | 108 Nm          | 116,7 Nm        |
| Fahrwerk   | Showa/Sachs-Fahrwerk | Showa-Fahrwerk   | Öhlins-Fahrwerk  | Showa-Fahrwerk | Showa-Fahrwerk  | Öhlins-Fahrwerk | Öhlins-Fahrwerk | Öhlins-Fahrwerk |

Die 999R war mit maximal 110 kW/150 PS das leistungsstärkste Zweizylinder-Serienmotorrad in der 1000 cm³-Klasse. Besonders das stabile und präzise Fahrverhalten wurde in Tests hervorgehoben. Nachteilig ist im direkten Vergleich zu Mitbewerbern das etwas höhere Gewicht und die schlechtere Handlichkeit, unter anderem, weil der breite 190er Hinterreifen mit der schmalen 5,5"-Felge nicht gut harmoniert, üblicherweise werden hier 6" Felgen verbaut. Verbesserung bringt nach Erfahrungsberichten der Wechsel auf einen Reifen der Dimension 180/55-17.

## Rennsport
Die 999 war in der FIM-Superbike-Weltmeisterschaft mit drei Weltmeistertiteln und zahlreichen Rennsiegen sehr erfolgreich, wobei das Reglement den Zweizylinder-Motoren anfangs zugutekam. Inzwischen wurde das Reglement geändert und zwischen den Zwei- und Vierzylinder-Motorrädern besteht eine größere Chancengleichheit, mit mittlerweile leichten Vorteilen für die Vierzylinder. Ducati strebte aus diesem Grund für die Superbike-Weltmeisterschaft 2008 eine Reglementänderung hinsichtlich einer Hubraumerhöhung auf 1200 cm³ für Zweizylinder-Motorräder an, welche durch die FIM beschlossen wurde.

## Bildergalerie

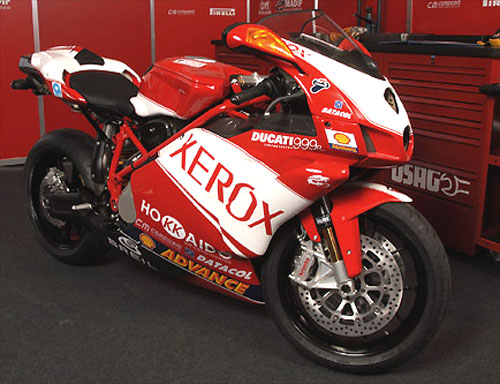
Ducati 999R Xerox
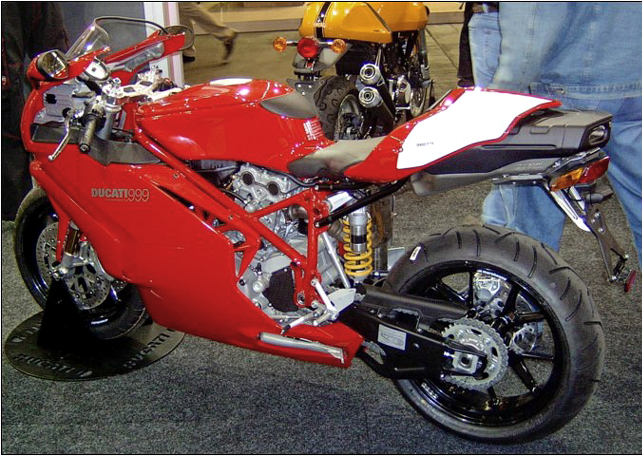
Ducati 999 (2006)
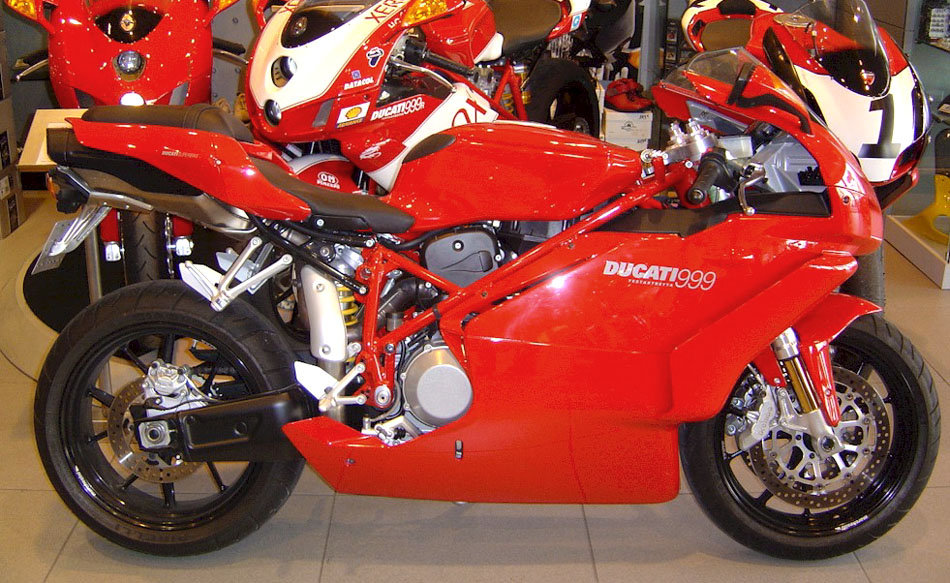
Ducati 999 (2005)
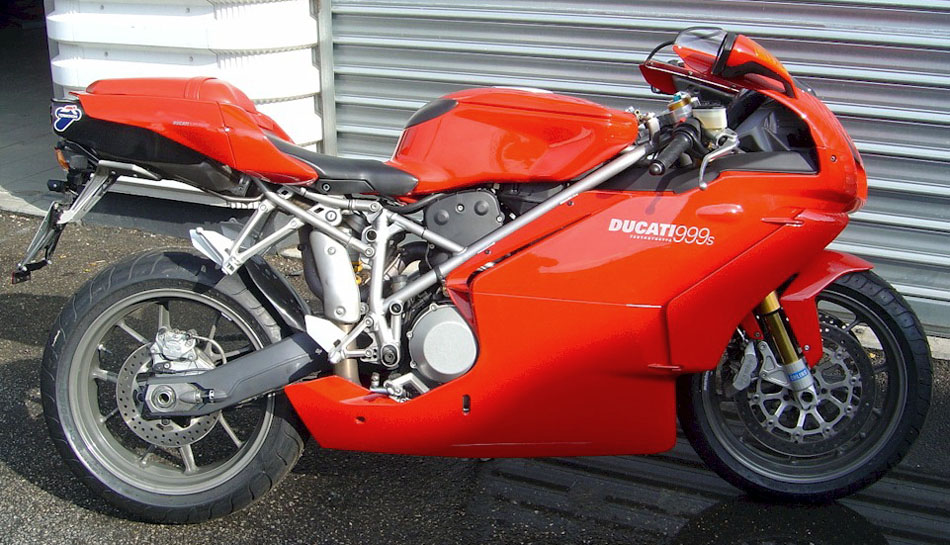
Ducati 999s (2004)
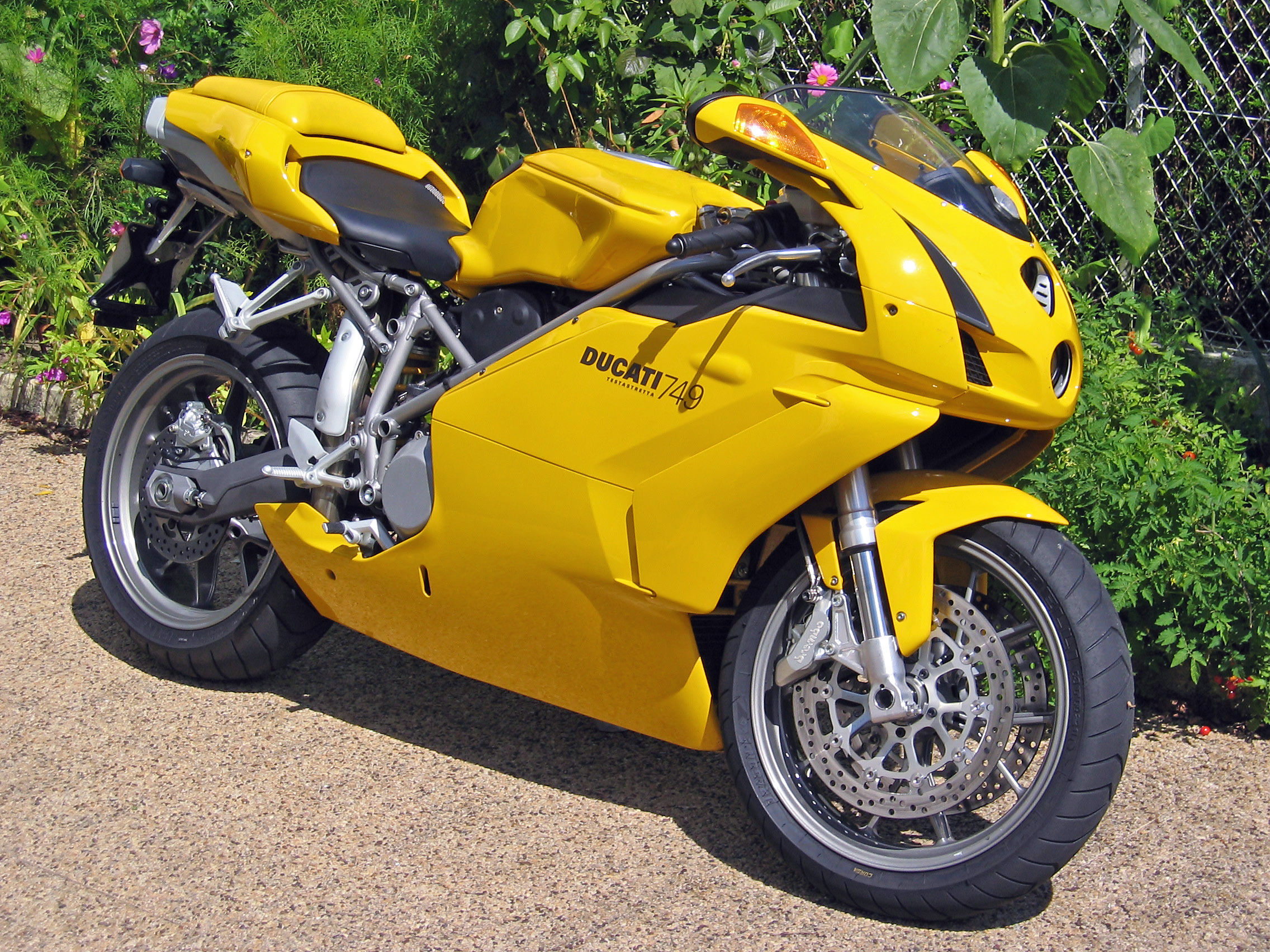
Ducati 749
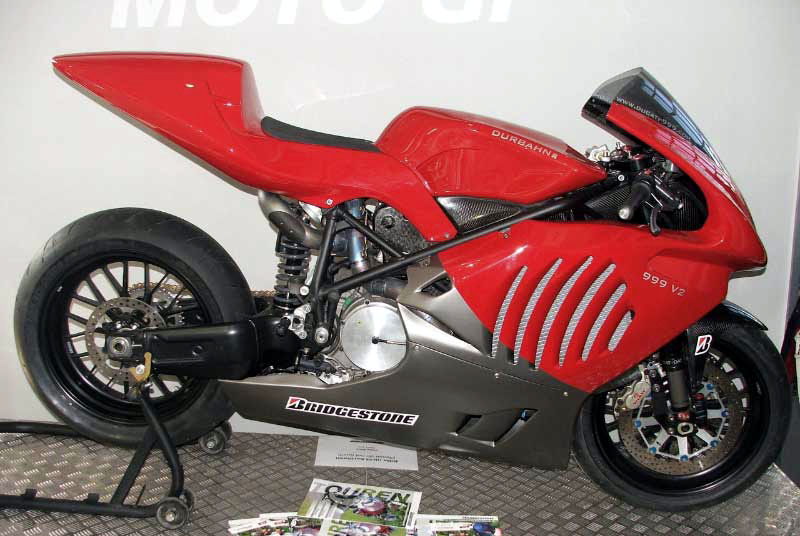
Durbahn-Ducati 999 V2: 159 kg vollgetankt